# 房拱极
房拱极（？—？），山东东阿人，是一名清朝政治人物。贡生出身。
房拱极曾于1664年接替潘嗣德任青浦县知县一职，1666年由张文斗接任。